# شست‌بریده‌های سیاه‌وسفید
شست‌بریده‌های سیاه و سفید (نام علمی: Colobus) نام یک سرده از تیره میمون بر قدیم است.
- سرده Colobus
  - شست‌بریده سیاه،  C. satanas
  - شست‌بریده آنگولایی،  C. angolensis
  - شست‌بریده پادشاه،  C. polykomos
  - شست‌بریده خرسی،  C. vellerosus
  - شست‌بریده حبشی C. guereza[۱]

## نگارخانه

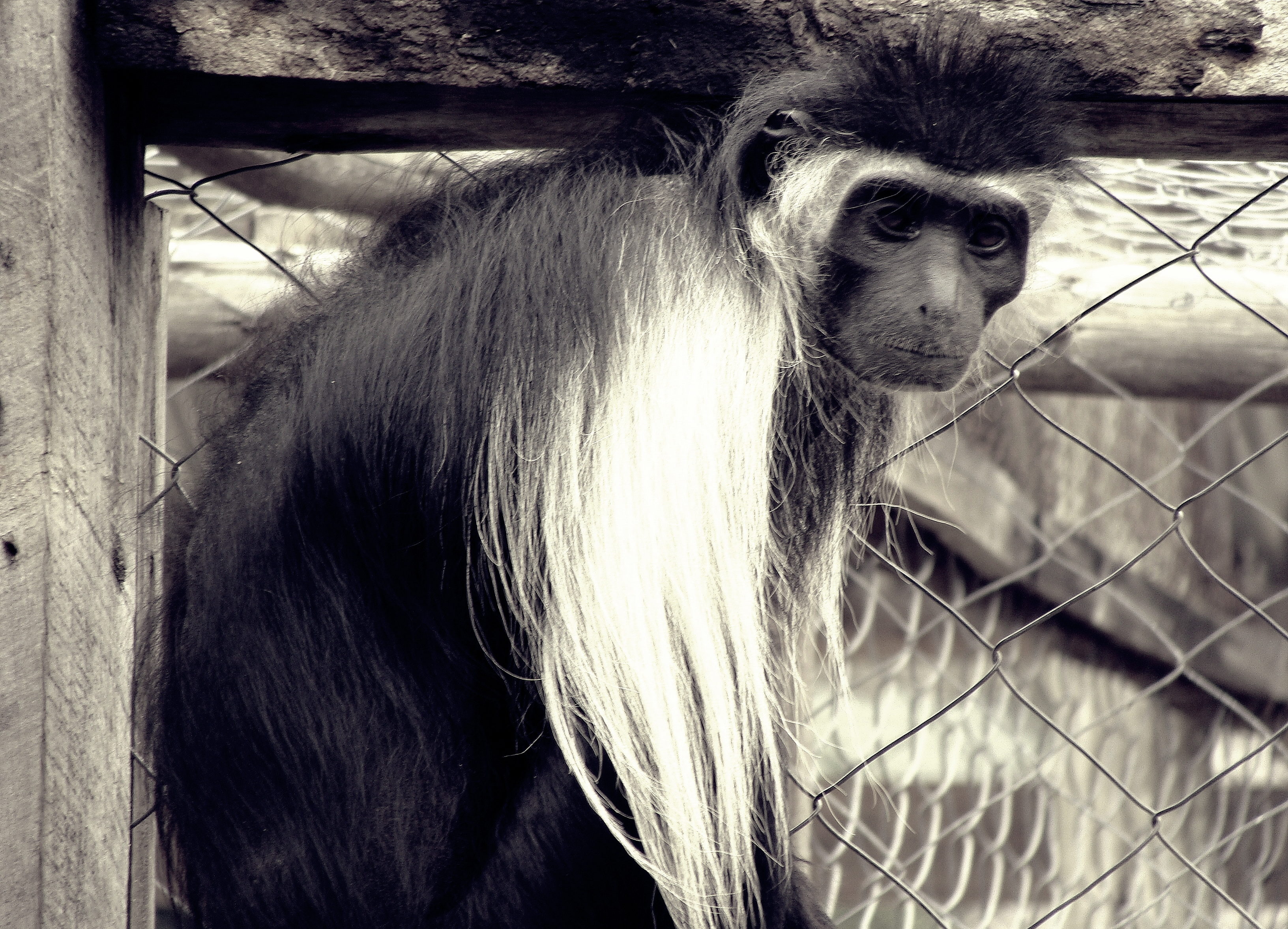